# Juliane Pohle
Juliane Pohle (* 30. Dezember 1991 in Königs Wusterhausen) ist eine deutsche Volleyballspielerin.

## Karriere
Pohle begann ihre Karriere beim Berlin Brandenburger SC. 2007 gewann sie mit der Jugendnationalmannschaft in Brno den Europameistertitel. Ende 2007 setzte sie mit dem Volleyballspiel für einige Jahre aus. Sie begann danach zunächst wieder in unterklassigen Vereinen und spielte dann in der Regionalliga für den TSV Tempelhof-Mariendorf. Von August bis November 2012 spielte Pohle beim Köpenicker SC in der Ersten Bundesliga. Nach einer Saison bei den Sportfreunden Brandenburg in der Regionalliga spielt Pohle seit 2014 beim Drittligisten VSV Grün-Weiß Erkner.
Ab der Saison 2019/20 spielt die inzwischen als Juliane Stapel verheiratete bei ihrem Ausbildungsverein BBSC Berlin in der 2. Bundesliga Nord der Damen.